# 정미홍
정미홍(鄭美紅, 1958년 7월 27일 ~ 2018년 7월 25일)은 대한민국의 전직 KBS 한국방송공사의 아나운서였고, 더코칭그룹 대표와 대한애국당 사무총장·최고위원 등을 지냈다.

## 생애
1982년 6월 한국방송공사에 입사하여 1993년 11월까지 아나운서로 활동하고, 1997년 7월 30일 MBC 프리랜서 뉴스 캐스터에 잠시 특채된 이후에는 저녁 다큐멘터리 "정미홍이 만난 사람" 진행을 맡아보기도 했다. 2001년에는 SDNTV(현 GTV)의 아나운서로 활동, 정미홍의 선택인터뷰를 맡았다.
1995년 7월 19일에는 별정서기관에 임용되어 1997년 5월 22일을 기하여 사퇴할 때까지 서울특별시청의 공무원으로 재직했다. 조순 전직 서울특별시장 재임 시절 서울특별시청 별정서기관, 홍보담당관, 공보과장, 시장 비서실 의전비서관 등으로 일했다. 제6회 전국동시지방선거에서 새누리당 후보로 확정되지 못한 채 무소속으로 서울특별시장 후보에 출마하였지만 낙선하였다.
더코칭그룹 대표이사, 정의실현국민연대 대표 등을 거쳐 진정방송 대표를 맡았다.
탄핵 정국에서 태극기집회에 참여해 박근혜 전직 대통령의 탄핵 반대와 무죄 석방을 주장해 왔으며, 대한애국당에서 사무총장, 최고위원을 지냈다. 2017년 말에 당 내 갈등을 겪다가 2017년 12월 8일 대한애국당을 탈당하였다.
2015년 폐암 판정을 받고 이로 인해 2018년 7월 25일 사망했다. 측근은 "루프스라는 난치병을 앓다가 면역 기능이 저하되면서 2015년 병세가 깊어지면서 암이 뇌로 전이되고 결국 폐암을 진단 받고 투병하다가 이날 새벽 하늘나라로 갔다."고 밝혔다. 정 아나운서는 과거 15년간 루프스 투병 생활을 밝히며 장기간 혼수상태에 빠지기도 하고 사망 위기도 두 번이나 겪었다고 여러 차례 인터뷰를 통해 밝혔다.

## 학력
- 1977년 경기여자고등학교 (졸업)
- 1981년 이화여자대학교 법학 (학사)
- 2001년 명지대학교 대학원 행정학 (석사)[4]

## 경력
- 중학교 재학 중 청소년적십자 회원으로 활동
- 1982년 한국방송공사 기자 공채시험(10기)에 합격
- 1982년 6월 ~ 1993년 5월 한국방송공사 공채 아나운서
- 1987년 KBS 1TV 9시 뉴스 진행자
- 1988년 서울 올림픽 중계방송 메인 앵커
- 1989년 미국 시카고 대학 방송언론과정 연수
- 1995년 서울특별시장 후보자 조순 캠프 선거대책위원
- 서울특별시장 후보자 조순 캠프 부대변인
- 1995년 7월 19일 지방별정서기관(4급)에 임용, 서울특별시청 공보국 공보과장
- 1995년 8월 2일 서울특별시청 공보국 홍보담당관
- 1996년 1월 14일 서울특별시청 공보국 홍보담당관에 재임명
- 1997년 1월 11일 서울특별시장 의전담당비서관, 시장실 부속실장 겸임
- 1997년 5월 22일 사퇴[5]
- 1997년 7월 30일 - 2001년 MBC 문화방송 프리랜서 뉴스 캐스터
- 2001년 SDNTV 프리랜서 뉴스 캐스터
- 2005년 대한적십자사 홍보자문위원회 위원장
- 더코칭그룹 대표이사
- 한국메세나협의회 운영위원
- 1995년 민주당 조순 캠프 부대변인
- 1995년 민주당 당무위원
- 2011년 한나라당 당무위원 겸 상임고문
- 2012년 새누리당 당무위원 겸 상임고문
- 정의실현국민연대 상임대표
- 진정방송 대표이사
- 대한애국당 당무위원 겸 사무총장
- 대한애국당 당무위원 겸 최고위원

## 논란

### 종북 발언 논란과 명예훼손죄 선고
2013년 1월 자신의 SNS에 박원순 서울특별시장과 이재명 성남시장, 김성환 노원구청장이 종북주의 성향의 지자체장이라며 내년 지방 선거(2014년 제6회 전국동시지방선거)에서 퇴출해야 한다는 글을 올려 이재명 성남시장, 김성환 노원구청장으로부터 명예훼손과 모욕 등의 혐의로 고소를 당한 후 벌금형(1심에서는 800만원, 항소심에서는 500만원)을 선고받았다. 변호사 서석구, 전원책 등이 정미홍의 변호인을 맡았다.

### 논란의 새누리당 의원 옹호 논란
박근혜 대통령의 청와대 대변인으로 임명된 윤창중, 제수씨 성추행의혹의 김형태, 논문표절의 문대성 등을 지지했던 바 있던 그는, 2013년 5월에 종합편성채널인 채널 A의 뉴스 프로그램에 출연하여 미국에서 박근혜 대통령을 수행 중에 성추행으로 경질된 윤창중 전 청와대 대변인을 감싸는 발언을 하기도 했다.

### 세월호 '세월호 추모집회 일당' 주장
자신의 트위터에 세월호 희생자들을 추모하는 집회에 참가한 청소년들이 일당을 받고 동원됐다고 주장했다가 하루 만에 번복하며 사과했다.
그러나 지방선거후 언론사 주최 위크숍에서 한 참석자가 제보한 강연 음성 파일에 의하면 이날 정미홍 대표는 당시 트위터 글을 삭제하고 사과한 이유에 대해 “선거 캠프에 영향을 줄까봐”라고 고백했다.
당시 그는 6·4지방선거 서울시장 예비후보로 등록하고 새누리당 경선 참여를 준비하고 있었다. 그는 처음 트위터에서는 ‘일당 6만원을 받고 청소년들이 시위에 동원되었다’고 주장하더니 이날 강연에서는 “세월호 시위에 나가서 100만원을 받았다”는 주장을 내놨다.
정미홍 대표는 강연에서 “시위 나가서 100만 원 받아왔다, 그 얘기를 들었다. 선거캠프에 영향을 줄까봐 얼른 사과를 올리고 말았지만 그 자료를, 인터넷 알바 사이트에다가 시위에 참가하면 일당 준다고 광고하는 거 다 모아놨다. 이를 고소·고발해 조사를 시키려고 준비하고 있다”고 말했다.

### 김구에 대한 관점 논란
백범 김구에 대한 비판이 논란의 도마에 오르기도 했다. 그는 대한민국 건국 과정에서 1948년 5월 10일 실시된 대한민국 제헌 국회의원 선거를 설명하면서 김구를 언급했다.
그는 “지금 김구 선생이 최고의 애국자라고 되어 있지만 그 분은 김일성에 부역한 사람이고 좌파 역사학자들이 영웅으로 만들어놓은 사람”이라고 주장했다. 또 “김구는 시골 출신으로 아무것도 모르다가 조선의 독립운동만 하다가 시국이 어떻게 돌아가는지 전혀 모르는 상태에서 무조건 ‘분단은 안 돼!’, 이래 가지고 이쪽(남쪽)에서 선거를 한다고 하니까 그냥 무단으로 김일성을 만나러 갔다”고 주장했다.
이어 “그랬더니 북한은 당시에 남한보다 훨씬 잘 살고 있어 김일성이 세 보이니까 김일성이 뭐라고 하든 무조건 ‘통일을 시키겠네’ 이렇게 묻어버렸다. 그래서 거기서 김일성 만세를 부르고 했는데…”라고 덧붙였다.

### 5.18 관련 논란
정미홍은 트위터에서 "5.18 북한군 개입설을 제기한 분들을 고소한 5.18 왜곡대책위는 북한이 5.18 사태(5·18 광주 민주화 운동)에 전혀 개입하지 않았다는 것을 명백한 증거로 증명해야 할 책임이 있습니다."라며 "또한 5.18이 완벽한 비폭력 평화 시위 민주화운동이었다는 것도 증명해야 합니다."라고 주장하였고 이에 반발한 진중권 교수와 설전을 벌였다. 이외에도 정미홍은 많이 트위터에서 5.18을 북한군이 개입한 폭동이라고 주장하였으며 임을 위한 행진곡은 김일성 찬양가라고 주장였다.

### 역사적 사건들에 대한 시각
정미홍 대표는 이어 1946년 미군정의 식량 정책 실패에 항의하며 쌀을 달라며 시작된 대구 10월 항쟁과 1948년 여수·순천 사건, 그리고 제주 4·3 사건에 대해 보수적인 관점의 주장을 제기했다. 그는 이들 사건이 ‘빨치산 공산주의 폭도들에게 경찰과 군인, 그리고 양민이 학살된 사건’이라고 규정했다.
특히 정부가 공식 사과까지 한 제주 4·3사건에 대해서 정미홍 대표는 강하게 비판했다. 그는 “제주 4·3사건은 폭도가 유공자 또는 희생자가 되어서 지금 4·3공원에 모셔져 있는데, 그 보고서를 만든 핵심 인물이 박원순”이라면서 ”폭도들이 경찰의 목을 따고 공격했는데”라고 박원순 서울시장을 맹비난 하기도 했다.

### 故 노무현 전 대통령 관련 발언
2017년 5월 23일 故노무현 대통령 서거 8주기에 개인 SNS를 통해 노무현 전 대통령이 뇌물을 받고 자살했다". "노무현 정부야말로 가장 부패한 정부"라는 등 노무현 전 대통령을 비판했다.

## 저서
- 《자신의 날개로 날 때 아름답다》, 동아일보사 1995년 9월 1일